# 과학적 모델링

과학적 모델링의 예. 대기 조성과 관련된 화학 및 운송 과정의 개략도.

과학적 모델링(scientific modelling)은 세계의 특정 부분이나 특징을 더 쉽게 이해, 정의, 정량화, 시각화 또는 시뮬레이션하기 위해 경험적 대상, 현상 및 물리적 과정을 나타내는 모델을 생성하는 활동이다. 현실 세계 상황의 관련 측면을 선택하고 식별한 다음 해당 기능을 갖춘 시스템을 복제하는 모델을 개발해야 한다. 더 나은 이해를 위한 개념 모델, 조작화를 위한 운영 모델, 정량화를 위한 수학적 모델, 시뮬레이션을 위한 계산 모델, 주제를 시각화하기 위한 그래픽 모델과 같은 다양한 유형의 모델이 다양한 목적으로 사용될 수 있다.

## 같이 보기
- 귀추법
- 데이터 시각화
- 휴리스틱 이론
- 역문제
- 통계 모델